# Liste der Biografien/Raj
Liste der Biografien |
Portal Biografien |
Personensuche
# |
A |
B |
C |
D |
E |
F |
G |
H |
I |
J |
K |
L |
M |
N |
O |
P |
Q |
R |
S |
T |
U |
V |
W |
X |
Y |
Z |
?
 
Ra |
Rb |
Rd |
Re |
Rh |
Ri |
Rj |
Rk |
Rl |
Rm |
Rn |
Ro |
Rr |
Rs |
Rt |
Ru |
Rv |
Rw |
Rx |
Ry |
Rz
 
Raa |
Rab |
Rac |
Rad |
Rae–Rah |
Rai |
Raj |
Rak |
Ral |
Ram |
Ran |
Rao |
Rap |
Raq |
Rar |
Ras |
Rat |
Rau |
Rav |
Raw |
Rax |
Ray |
Raz
Die Liste der Biografien führt alle Personen auf, die in der deutschsprachigen Wikipedia einen Artikel haben. Dieses ist eine Teilliste mit 205 Einträgen von Personen, deren Namen mit den Buchstaben „Raj“ beginnt.

## Raj
- Raj Kaur, Anita (* 1986), malaysische Badmintonspielerin
- Raj, Karthik (* 1997), singapurischer Fußballspieler
- Raj, Lara (* 2005), indisch-amerikanische Sängerin, Tänzerin und Schauspielerin
- Raj, Mithali (* 1982), indische Cricketspielerin und Mannschaftskapitänin der indischen Frauen-Nationalmannschaft
- Raj, Prakash (* 1998), singapurischer Fußballspieler
- Raj, Puvan (* 2001), singapurischer Fußballspieler
- Raj, Sundar (* 1951), indischer Filmschauspieler
- Raj, Sunder († 2006), indischer Fischer
- Raj, Vanessa (* 1996), malaysische Squashspielerin

### Raja
- Raja, A. (* 1963), indischer Politiker
- Raja, Abid (* 1975), norwegischer Politiker
- Raja, Allar (* 1983), estnischer Ruderer
- Raja, Anita (* 1953), italienische ÜbersetzerinAnita Raja (* 1953)

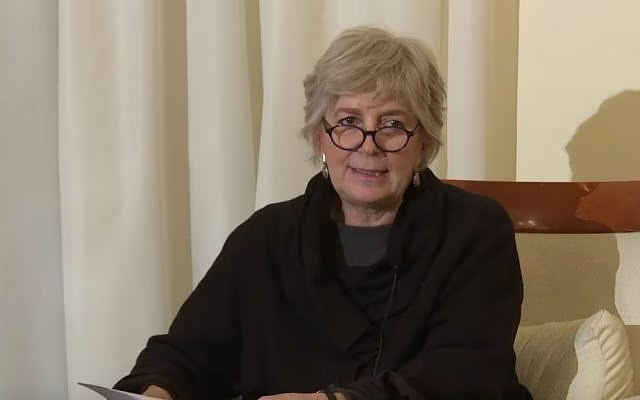
Anita Raja (* 1953)

- Raja, Mario (* 1956), italienischer Jazzmusiker (Saxophon, Komposition, Arrangement) und Bigband-Leader
- Raja, Nursheena Azhar (* 1991), malaysische Hürdenläuferin
- Raja, Purav (* 1985), indischer Tennisspieler
- Raja, Yuvan Shankar (* 1979), indischer Komponist und SängerYuvan Shankar Raja (* 1979)

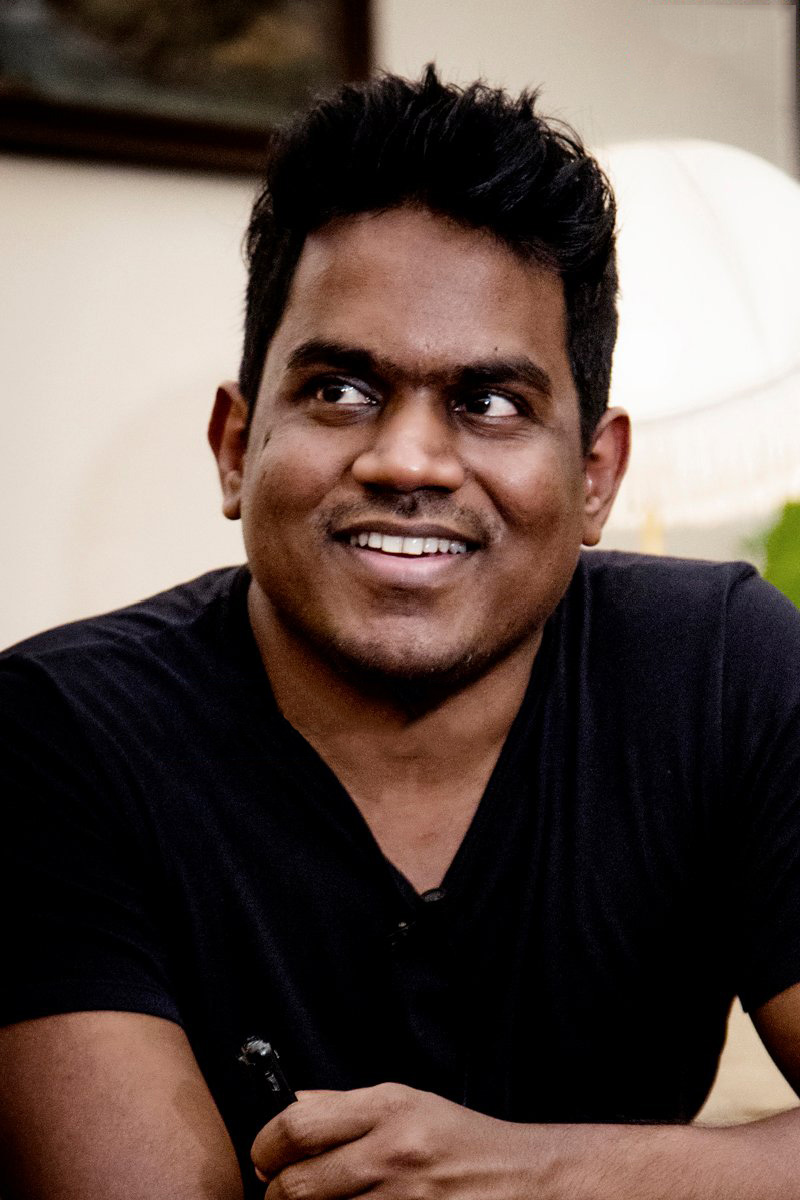
Yuvan Shankar Raja (* 1979)

- Rajab, Hind (2018–2024), palästinensisches Kriegsopfer
- Rajab, Rajabu (* 1948), tansanischer Hockeyspieler
- Rajabi Davani, Mohammad (* 1961), iranischer Islamwissenschaftler
- Rajabi, Hamed (* 1982), iranischer Filmregisseur und Drehbuchautor
- Rajabi, Leila (* 1983), belarussische Kugelstoßerin und Diskuswerferin
- Rajabi, Peyman (* 1983), iranischer Sprinter
- Rajabian, Hossein (* 1984), iranischer Filmemacher, Autor und Fotograf
- Rajabian, Mehdi (* 1989), iranischer Komponist und Setar-Musiker
- Rajabiy, Yunus (1897–1976), usbekisch-sowjetischer Komponist
- Rajablou, Mohammad (* 1985), iranischer Straßenradrennfahrer
- Rajabova, Malika (* 2001), usbekische Sprinterin
- Rajabova, Yulduz (* 1989), usbekische Schauspielerin
- Rajack, Mark (* 1981), Skilangläufer aus Trinidad und Tobago
- Rajadhiraja Chola (1018–1054), indischer Herrscher
- Rajaee, Darya (* 2000), US-amerikanische Fußballspielerin
- Rajaei, Sara (* 1976), niederländische Künstlerin und Filmemacherin
- Rajagopal, Balakrishnan, US-amerikanischer Rechtswissenschaftler und Menschenrechtsexperte
- Rajagopal, C. T. (1903–1978), indischer Mathematiker
- Rajagopal, P. V. (* 1948), indischer Aktivist der Gewaltlosigkeit in der Nachfolge Gandhis
- Rajagopalachari, C. (1878–1972), indischer Freiheitskämpfer und Politiker
- Rajagukguk, Adolf Sahala (1938–2002), indonesischer Generalleutnant
- Rajah Sulayman (1540–1588), philippinischer Herrscher, letzter Rajah von Manila
- Rajah, Indranee (* 1963), singapurische Politikerin
- Rajahuhta, Annina (* 1989), finnische Eishockeyspielerin
- Rajaiah, Kapu (1925–2012), indischer Maler
- Rajak, Tessa (* 1946), britische Althistorikerin
- Rajakaruna, Rajitha Neranjan (* 1997), sri-lankischer Sprinter
- Rajakaruna, Sadew Vimansa (* 2007), sri-lankischer Leichtathlet
- Rajakowitsch, Erich (1905–1988), österreichischer Jurist und SS-ObersturmführerErich Rajakowitsch (1905–1988)

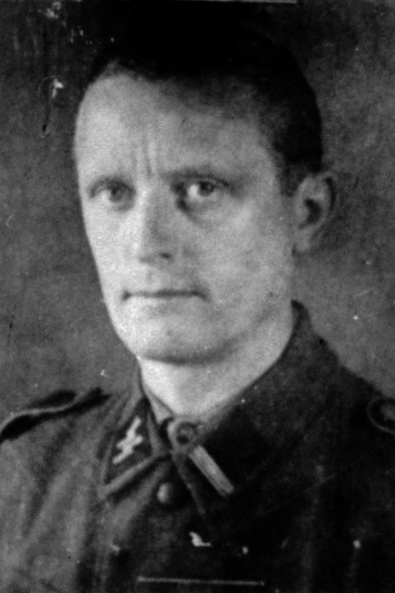
Erich Rajakowitsch (1905–1988)

- Rajala, Erkki (1923–1977), finnischer Skispringer
- Rajala, Lembit (* 1970), estnischer Fußballspieler
- Rajala, Toni (* 1991), finnischer Eishockeyspieler
- Rajalakso, Sebastian (* 1988), schwedischer Fußballspieler
- Rajam, Bindu Simon (* 1989), indische Mittelstreckenläuferin
- Rajamaa, Riku (* 1975), finnischer Musiker und GitarristRiku Rajamaa (* 1975)

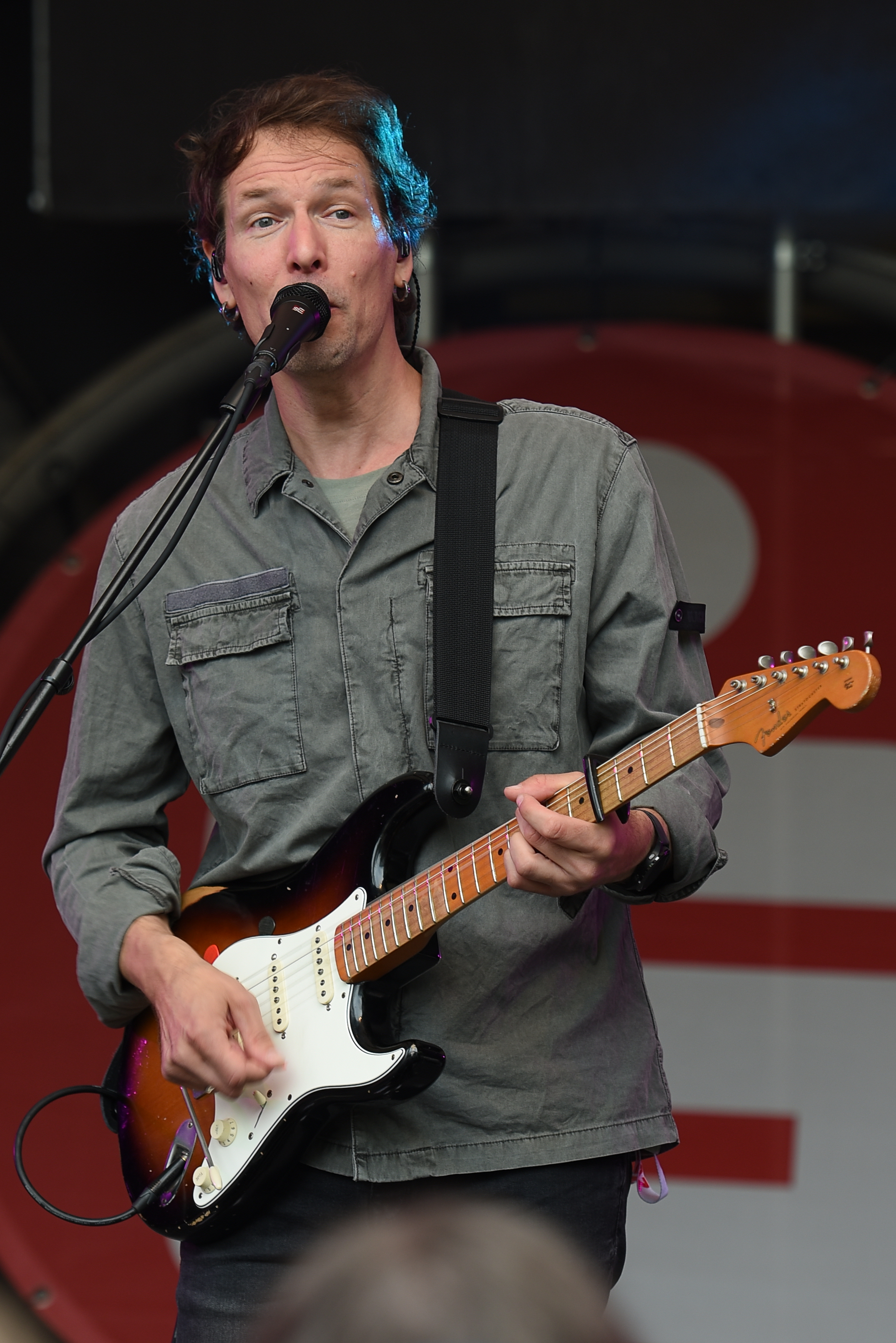
Riku Rajamaa (* 1975)

- Rajamäki, Erkki (* 1978), finnischer Eishockeyspieler
- Rajamäki, Marko (* 1968), finnischer Fußballspieler und -trainer
- Rajamäki, Tommi (* 1976), finnischer Eishockeyspieler
- Rajamohan, Rajgopalan († 2022), indischer Astronom
- Rajan, CK (* 1960), indischer Künstler
- Rajan, Raghuram (* 1963), indisch-amerikanischer Ökonom
- Rajaniemi, Hannu (* 1978), finnischer Science-Fiction- und Fantasy-Autor
- Rajaonarimampianina, Hery (* 1958), madagassischer Politiker, Präsident von Madagaskar
- Rajaonarivo, François Xavier (1915–1985), madagassischer römisch-katholischer Geistlicher, Bischof von Miarinarivo
- Rajapaksa, Gotabaya (* 1949), sri-lankischer Politiker
- Rajapaksa, Mahinda (* 1945), sri-lankischer Politiker
- Rajappa, Joseph (1918–1989), indischer Geistlicher, römisch-katholischer Bischof von Khammam
- Rajappan, Christudas (* 1971), indischer römisch-katholischer Geistlicher, Weihbischof in Trivandrum
- Rajaraja I. († 1014), König der tamilischen Dynastie der Chola
- Rajarajan, Abinaya (* 2006), indische Leichtathletin
- Rajaram I. (1670–1700), Anführer der Marathen
- Rajaram II. (1726–1777), Anführer der Marathen
- Rajaraman, Ramamurti (1939–2025), indischer Physiker
- Rajaratnam, Raj (* 1957), US-amerikanischer Unternehmer
- Rajaratnam, Sinnathamby (1915–2006), singapurischer Vizepremierminister
- Rajarsi Janakananda (1892–1955), US-amerikanischer Yogi
- Rajasaari, Onni (1910–1994), finnischer Leichtathlet
- Rajasekara, Niluka Geethani (* 1982), sri-lankische Leichtathletin
- Rajasekharan, S. (* 1946), indischer Literaturkritiker und Malayalam-Dichter
- Rajashekar, Shivani (* 1996), indische Schauspielerin
- Rajasingha II. (1608–1687), König von Kandy auf Ceylon
- Rajasinghe, Ireshani (* 1994), sri-lankische Leichtathletin
- Rajaskan, A. M. R. (* 1985), sri-lankischer Leichtathlet
- Rajavi, Kazem (1934–1990), iranischer Politiker, Diplomat, Wissenschaftler und Menschenrechtsaktivist
- Rajavi, Maryam (* 1953), iranische PolitikerinMaryam Rajavi (* 1953)

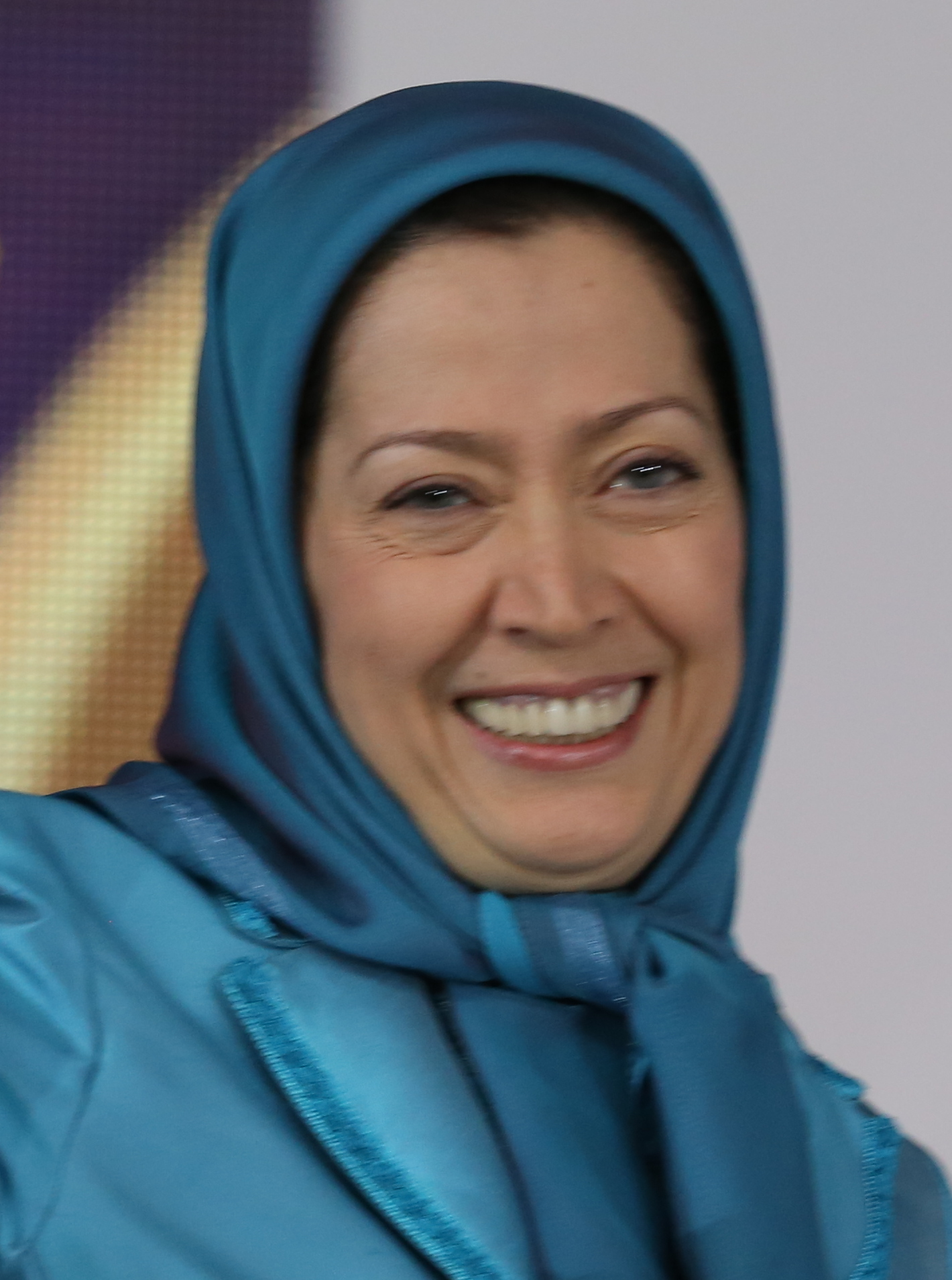
Maryam Rajavi (* 1953)

- Rajavi, Massoud (* 1948), iranischer Politiker, Führer der PMOI (Volksmojahedin)

### Rajb
- Rajbansi, Amichand (1942–2011), südafrikanischer Politiker

### Rajc
- Rajch, Hynek (* 1997), tschechischer Grasskiläufer
- Rajchel, Oksana (* 1977), ukrainische Handballspielerin
- Rajchman, Aleksander (1890–1940), polnischer Mathematiker
- Rajchman, Chil (1914–2004), Überlebender des Vernichtungslagers Treblinka
- Rajchman, Jan (1911–1989), US-amerikanischer Elektroingenieur
- Rajchman, Ludwik (1881–1965), polnischer Arzt und Bakteriologe
- Rajchrtová, Regina (* 1968), tschechoslowakische Tennisspielerin
- Rajčić, Dragica (* 1959), kroatische Schriftstellerin
- Rajčić, Marina (* 1993), montenegrinische Handballspielerin
- Rajcic, Robin (* 1999), deutsch-kroatischer Basketballspieler
- Rajcsányi, Alexander (* 1952), deutscher Realschullehrer, Schriftsteller und Dichter
- Rajcsányi, László (1907–1992), ungarischer Fechter
- Rajczy, Imre (1911–1978), ungarischer Säbelfechter und Olympiasieger

### Rajd
- Rajda, Kinga (* 2000), polnische Skispringerin
- Rajdl, Maria (1900–1972), Opernsängerin (Sopran)
- Rajdl, Stanislav (1911–1978), tschechoslowakischer Boxer
- Rajdlová, Kamila (* 1978), tschechische Skilangläuferin

### Raje
- Raje, Vasundhara (* 1953), indische Politikerin
- Rajecka, Anna (1762–1832), polnische Malerin und Zeichnerin
- Rajeckas, Raimundas Leonas (1937–1997), litauischer Politiker, Mitglied des Seimas und Ökonom
- Rajecki, Amelia (* 2002), britische Tennisspielerin
- Rajendra I. († 1044), König des tamilischen Reichs der Chola
- Rajendra II. († 1063), indischer Herrscher
- Rajendra, Cecil (* 1941), malaysischer Menschenrechtsanwalt, Kolumnist und Dichter
- Rajendran Kuttinadar, George (* 1968), indischer Geistlicher, römisch-katholischer Bischof
- Rajendran, Arya (* 1999), indische Kommunalpolitikerin, Bürgermeisterin von Thiruvananthapuram
- Rajendran, Surjeet (* 1983), US-amerikanischer Physiker
- Rajendravarman II. († 968), König des Khmer-Reiches von Angkor
- Rajeshwaran Revathi, Maaya (* 2009), indische Tennisspielerin
- Rajevac, Milovan (* 1954), jugoslawischer bzw. serbischer Fußballspieler und -trainer
- Rajevski, Jan (* 1987), estnischer Eishockeyspieler
- Rajevski, Mark (* 1990), estnischer Eishockeytorwart
- Rajew, Nikolai Pawlowitsch (1855–1919), russischer Ministerialbeamter und Bildungspolitiker
- Rajewa, Alexandra Alexandrowna (* 1992), russische Curlerin
- Rajewskaja-Iwanowa, Maria (1840–1912), ukrainisch-russische Malerin und Kunstlehrerin
- Rajewski, Alexander Sergejewitsch (1872–1924), russisch-sowjetischer Eisenbahningenieur und Hochschullehrer
- Rajewski, Michail Fjodorowitsch (1811–1884), russisch-orthodoxer Erzpriester in Wien
- Rajewski, Nikolai Nikolajewitsch (1771–1829), russischer General der Kavallerie
- Rajewski, Wladimir Fedossejewitsch (1795–1872), russischer Dichter, Publizist, Dekabrist
- Rajewsky, Boris (1893–1974), deutscher Biophysiker und Strahlenforscher ukrainischer Herkunft
- Rajewsky, Christiane (1934–1993), deutsche Politikwissenschaftlerin, Friedensforscherin und Friedenspädagogin
- Rajewsky, Klaus (* 1936), deutscher Immunologe
- Rajewsky, Nikolaus (* 1968), deutscher Systembiologe

### Rajg
- Rajguru, Shivaram (1908–1931), indischer Revolutionär

### Rajh
- Rajher, Nuša (* 1983), slowenische Taekwondoin
- Rajhi, Saleh Abdul Aziz Al (1921–2011), saudi-arabischer Unternehmer und Bankier

### Raji
- Raji, B. J. (* 1986), US-amerikanischer American-Football-Spieler
- Raji, Deborah, nigerianisch-kanadische Informatikerin und Aktivistin
- Rajić, Maša (* 2007), serbische Leichtathletin
- Rajić, Mihael (* 1984), österreich-kroatischer Fußballspieler
- Rajič, Petar (* 1959), kanadischer Geistlicher, römisch-katholischer Titularerzbischof und Apostolischer Nuntius
- Rajić, Velimir (* 1966), kroatischer Handballspieler
- Rajičić, Stanojlo (1910–2000), jugoslawischer Komponist und Musikpädagoge
- Rajicic, Viktorija (* 1994), australische Tennisspielerin
- Rajičová, Nicole (* 1995), US-amerikanisch-slowakische Eiskunstläuferin
- Rajinikanth (* 1950), indischer SchauspielerRajinikanth (* 1950)

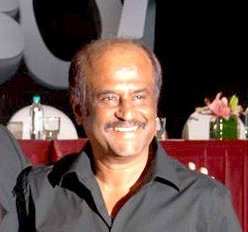
Rajinikanth (* 1950)

- Rajitha, Kasun (* 1993), sri-lankischer Cricketspieler
- Rajiv, Arokia (* 1991), indischer Sprinter

### Rajk
- Rajk, Endre (1899–1960), ungarischer faschistischer Politiker
- Rajk, László (1909–1949), ungarischer PolitikerLászló Rajk (1909–1949)

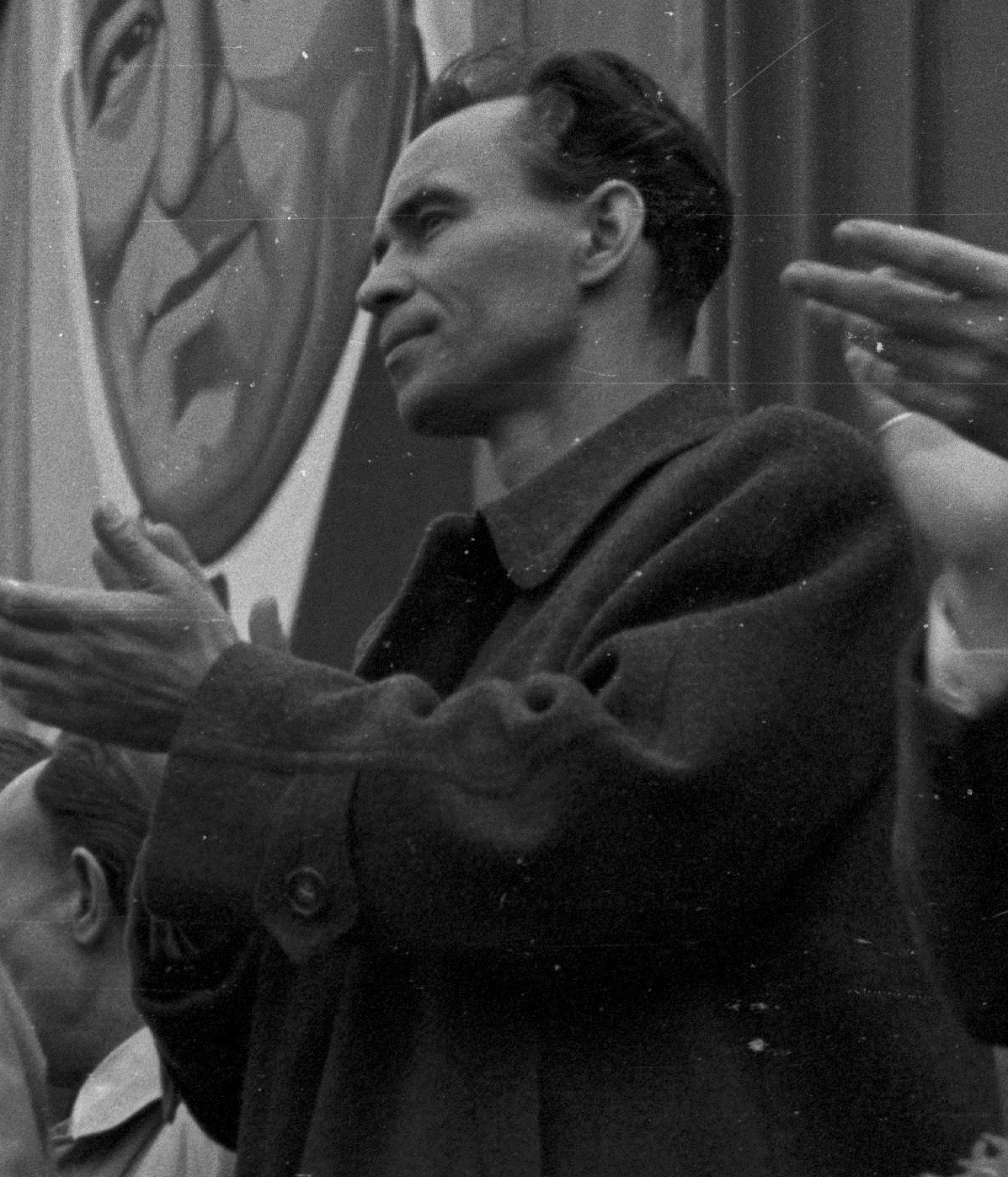
László Rajk (1909–1949)

- Rajk, László (1949–2019), ungarischer Architekt
- Rajki, Béla (1909–2000), ungarischer Wasserballtrainer
- Rajko, Polina (1928–2004), ukrainische Malerin
- Rajkov, Zdravko (1927–2006), jugoslawischer Fußballspieler und -trainer
- Rajković, Adriana (* 1996), kroatische Tennisspielerin
- Rajković, Dušan (* 1942), serbischer Schachspieler und -trainer
- Rajković, Predrag (* 1995), serbischer Fußballtorhüter
- Rajković, Slobodan (* 1989), serbischer Fußballspieler
- Rajkovic, Srdjan (* 1975), deutscher American-Football-Spieler
- Rajković, Vukašin (* 1983), serbischer Handballspieler
- Rajkow, Georgi (1953–2006), bulgarischer Ringer
- Rajkow, Marin (* 1960), bulgarischer Politiker und Diplomat
- Rajkow, Stefan (* 1992), bulgarischer Naturbahnrodler
- Rajkowska, Joanna (* 1968), polnische Künstlerin
- Rajkowski, Patryk (* 1996), polnischer Radsportler
- Rajkumar (1929–2006), indischer Schauspieler und Playbacksänger des Kannada-Films
- Rajkumar, Puneeth (1975–2021), indischer Schauspieler und Sänger
- Rajkumar, Shiva (* 1962), indischer Schauspieler und Sänger
- Rajkumar, Vivek (* 1986), indischer Pokerspieler

### Rajl
- Rajlich, Iweta (* 1981), polnische Schachspielerin
- Rajlich, Vasik (* 1971), tschechisch-US-amerikanischer Schachspieler und Computerprogrammierer

### Rajn
- Rajna, András (* 1960), ungarischer Kanute
- Rajna, Michele (1854–1920), italienischer Astronom
- Rajna, Miklós (* 1991), ungarischer Eishockeytorwart
- Rajna, Pio (1847–1930), italienischer Romanist
- Rajnai, Klára (* 1953), ungarische Kanutin
- Rajnai, Sándor (1922–1994), ungarischer Offizier und Diplomat
- Rajner, Pál (1823–1879), ungarischer Politiker und Innenminister
- Rajniak, Martin (* 1978), slowakisch-luxemburgischer Basketballspieler
- Rajniak, Peter (1953–2000), tschechoslowakischer Basketballspieler
- Rajniak, Peter (* 1981), slowakisch-luxemburgischer Basketballspieler
- Rajnin, Ihor (* 1973), ukrainischer Politiker
- Rajnoch, Jan (* 1981), tschechischer Fußballspieler
- Rajnochová, Michaela (* 1997), tschechische Skispringerin
- Rajnoha, Petr (* 1974), tschechischer Organist
- Rajnohová, Erika (* 1998), slowakische Handballspielerin
- Rajnohová, Monika (* 1993), slowakische Handballspielerin

### Rajo
- Rajoelina, Andry (* 1974), madagassischer Politiker
- Rajović, Boban (* 1971), montenegrinischer Sänger
- Rajović, Dušan (* 1997), serbischer Radrennfahrer
- Rajoy, Mariano (* 1955), spanischer PolitikerMariano Rajoy (* 1955)

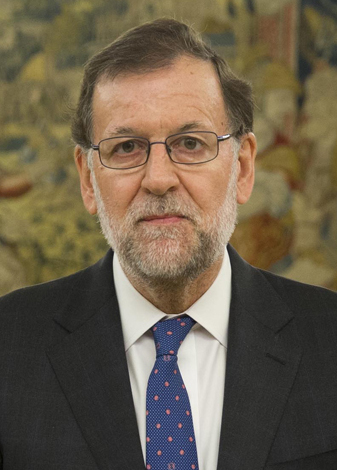
Mariano Rajoy (* 1955)

### Rajp
- Rajpal, Monita (* 1974), kanadische Fernsehjournalistin
- Rajput, Jaswant Singh († 2015), indischer Hockeyspieler
- Rajput, Sushant Singh (1986–2020), indischer Filmschauspieler und Tänzer

### Rajs
- Rajsar, Sašo (* 1988), slowenisch-kroatischer Eishockeyspieler
- Rajski, Peggy (* 1953), US-amerikanische Filmproduzentin, Filmregisseurin und Hochschullehrerin
- Rajski, Wojciech (* 1948), polnischer Dirigent und Pädagoge
- Rajskub, Mary Lynn (* 1971), US-amerikanische Schauspielerin
- Rajšp, Andrej (* 1992), slowenischer Straßenradrennfahrer

### Rajt
- Rajtár, Ján (* 1954), slowakischer provinzialrömischer Archäologe
- Rajter, Dunja (* 1946), deutsche Sängerin und SchauspielerinDunja Rajter (* 1946)

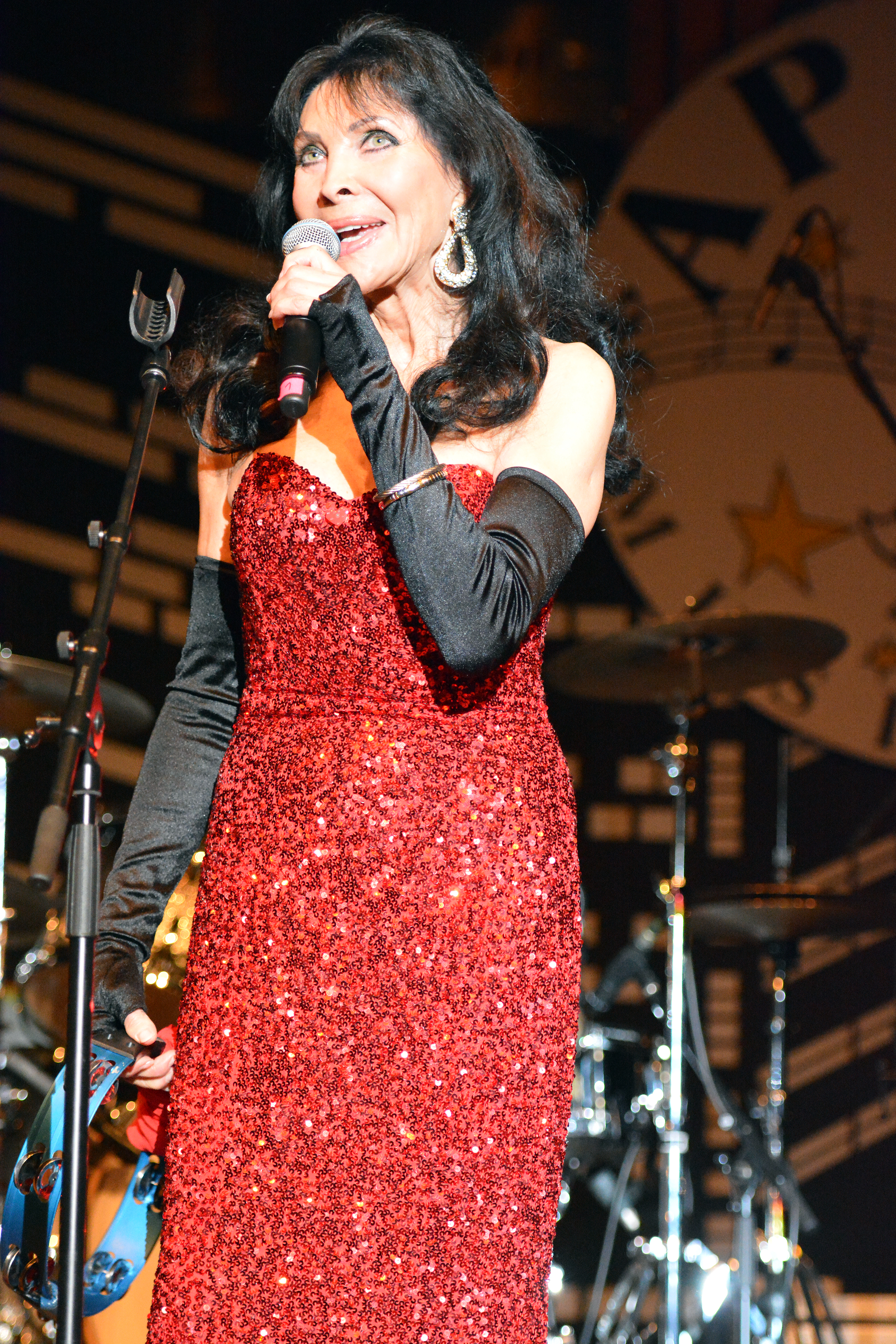
Dunja Rajter (* 1946)

- Rajter, Ľudovít (1906–2000), slowakischer Dirigent, Komponist und Musikpädagoge
- Rajtoral, František (* 1986), tschechischer Fußballspieler
- Rajtschew, Aleksandar Iwanow (1922–2003), bulgarischer Komponist
- Rajtschew, Walentin (* 1958), bulgarischer Ringer

### Raju
- Raju, B. Ramalinga (* 1954), indischer Unternehmer
- Raju, Manu (* 1980), US-amerikanischer Journalist und Moderator

### Rajy
- Rajyapala († 940), Kaiser der Pala-Dynastie
- Rajymbekow, Bolat (* 1986), kasachischer Straßenradrennfahrer

### Rajz
- Rajzman, Bernard (* 1957), brasilianischer Sportfunktionär und Volleyballspieler
- Rajzman, Samuel (1904–1979), polnischer Buchhalter und Übersetzer